# Südstadt (Film)
Südstadt ist ein deutscher Fernsehfilm des Regisseurs Matti Geschonneck aus dem Jahr 2018. Das Drama entstand nach einem Drehbuch des Autors Magnus Vattrodt und ist die achte Zusammenarbeit der beiden Filmschaffenden. Es erzählt vom Arbeits- und Beziehungsalltag dreier befreundeter Paare, die als Nachbarn in einer Hausgemeinschaft im gleichnamigen innerstädtischen Bezirk in Köln wohnen und deren Lebenskonzepte durch Erlebnisse mit Depression, Karriere, Kindern, Seitensprüngen, Scheidung und Tod auf den Prüfstand gestellt werden. In den Hauptrollen sind Anke Engelke, Matthias Matschke, Andrea Sawatzki, Dominic Raacke, Bettina Lamprecht und Alexander Hörbe zu sehen.

## Handlung
Anne und Martin Lehmann sind seit 20 Jahren verheiratet. In den letzten Jahren hat sich das kinderlose Paar jedoch zunehmend voneinander entfremdet: Sozialpädagogin Anne unterhält eine Affäre mit ihrem Kollegen Wolf und plant im Geheimen die Scheidung, während Martin, langjähriger wissenschaftlicher Mitarbeiter an der Universität, vor ihr verheimlicht, dass er schon seit geraumer Zeit arbeitslos ist, nachdem ihm, von seinem Job angeödet und nach einem Neustart suchend, gekündigt wurde. Als er ihr bei einem gemeinsamen Abendessen mit den Nachbarn offenbart, dass er nicht mehr in einem Arbeitsverhältnis steht und dadurch Schulden angehäuft habe, sieht sich Anne mit aufkommenden Existenzängsten und wachsendem Misstrauen konfrontiert und sucht Rat bei ihrem Schwiegervater Eberhard. Während eines eigentlich klärenden Gespräches kommt es schließlich zum Eklat: Als Martin Anne mit ihrem Verhältnis zu Wolf konfrontiert, verlässt sie ihn und die gemeinsame Wohnung.
Saskia und Kai Fröhlich wohnen gemeinsam mit ihrer kleinen Tochter Polly im Stockwerk über den Lehmanns. Als die ehemals erfolgreiche Marketingexpertin Saskia beschließt, ihrem langjährigen Dasein als Hausfrau und Mutter zu entfliehen und wieder in Vollzeit arbeiten zu gehen, sieht ihr Gatte sich gezwungen, sich wieder verstärkt um die Erziehung der Tochter zu kümmern – zu Lasten seines anstrengenden Jobs als TV-Journalist. Während Saskia in ihrer neuen Position als Mitarbeiterin bei einem Personaldienstleister beruflich aufblüht, gerät Kai zunehmend unter Druck, den Spagat zwischen Kind und Karriere zu meistern. Als er aus Zeitgründen einen Live-Bericht aus Frankfurt am Main vermasselt, kommt es zum Streit. Saskia, die gerade erfahren hat, dass sie zum zweiten Mal schwanger ist, sieht sich in die Ecke gedrängt und entscheidet sich dazu, das ungeborene Kind abtreiben zu lassen – ohne Kai davon auch nur zu informieren.
Die im Dachgeschoss lebende Notärztin Eva Simon will nach einer Reihe kurzlebiger Affären alles anders machen und die Beziehung zu ihrem neuen Lebensgefährten Thomas Maiwald langsam angehen lassen. Dieser hat sich nach einer Ehekrise gerade von seiner Frau Karen getrennt, die mit der gemeinsamem Tochter Greta im vorörtlichen Eigenheim zurückgeblieben ist. Ihren Vorbehalten zum Trotz überzeugt Eva ihn dennoch, zu ihr ins Penthouse zu ziehen. Als ein spontanes Treffen nach Provokation von Greta in Handgreiflichkeiten endet, schöpft Eva Verdacht, dass Karen in Thomas’ Umfeld Stimmung gegen sie macht, und stellt sie zur Rede. Karen, die Eva von einem gänzlich anderen Trennungszenario als Thomas berichtet, löst Zweifel in ihr aus. Als sie Thomas indirekt damit konfrontiert, tritt dieser die Flucht zurück an und bittet Karen um Verzeihung – doch diese wünscht keine Neuauflage ihrer Ehe. Eva, die ohne Thomas’ Kenntnis als weitere Provokation Gretas per Handy davon erfährt, sieht sich gezwungen, ihn vorerst wieder bei sich aufzunehmen.

## Produktion, Hintergrund
Südstadt wurde von der Network Movie unter Leitung von Wolfgang Cimera und Silke Pützer hergestellt. Die Redaktion im ZDF hatten Reinhold Elschot und Stefanie von Heydwolff inne. Die Dreharbeiten fanden vom 3. Mai bis 8. Juni 2017 in Köln und Umgebung statt. Hauptdrehort war ein Mehrfamilienhaus in der Zugstraße. Geschonneck bezeichnete Südstadt als Gegenwartsfilm, der existentielle Veränderungen bei allen Protagonisten sowie deren Lebenszeit aufzeige. Der Film „biete die Möglichkeit, dass sich die Zuschauer in den Figuren wiedererkennen“. Die Geschichte lebe „auch von der Spiellaune der Schauspieler, die das Gesicht des Films sind, in dem Fall nachvollziehbare Charaktere, alle auf der Suche“.

## Kritiken
„Südstadt hat etwas Unversöhnliches, ohne laut zu werden. Nicht die Anlage des von Matti Geschonneck inszenierten Drehbuchs von Magnus Vattrodt ist spektakulär, sondern die konsequente, geradezu schonungslose Durchführung“, urteilte Judith von Sternburg in ihrer Rezension für die Frankfurter Rundschau. Es handele sich um einen „außergewöhnlich starken, munteren Fernsehfilm, den anzuschauen sich lohnt, auch wenn Wahrheit immer beunruhigt und verunsichert […] Was der Mensch aussitzt und aushält, wofür er zu schlapp, unentschlossen, verliebt, freundlich, konfliktscheu, mitleidig ist: All das sieht man hier mit einem von Geschonneck glänzend geführten Ensemble. Überraschend ist das im Unüberraschenden. Im Leben ist es andauernd so, im Fernsehfilm fast nie.“

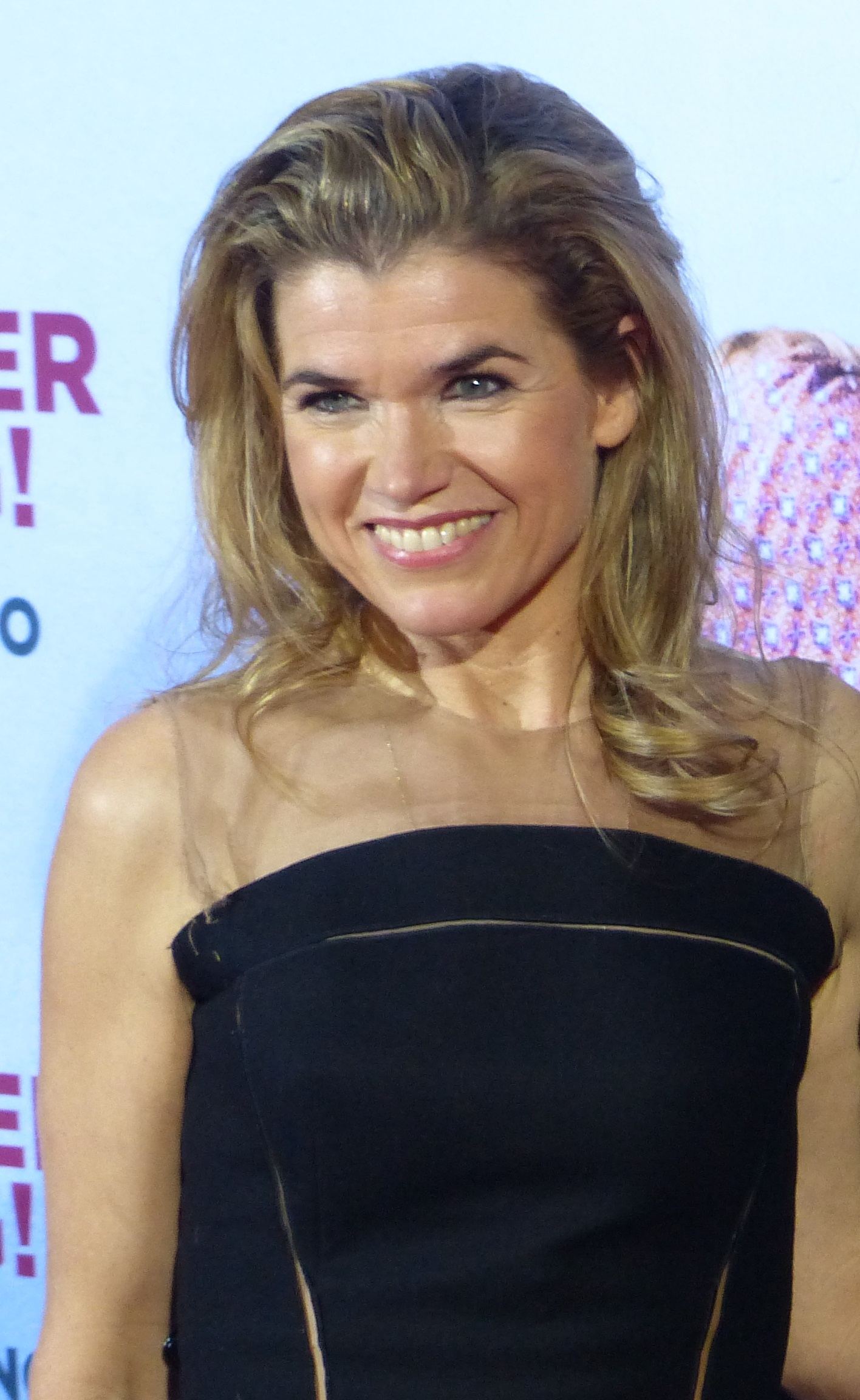
Das Ensemble rund um Anke Engelke erhielt positive Kritiken für sein Spiel.

 Nikolaus Festenberg schrieb in seiner Kritik für den Tagesspiegel, dass der Film „die innere Obdachlosigkeit der 68er-Erben“ zeige, indem er in die Seelen einer Generation blicke, die von ihren „Eltern ins Leben geschickt wurden, um deren Freiheitsideale zu leben“. Während die Jüngeren musizierten, gäben weiterhin die „Älteren den Takt an“. Die Szenen in Südstadt seien oft von „großer szenischer Präzision“ geprägt – auch schauspielerisch: Andrea Sawatzki zeige „ihre große Kunst, lächelnd zu weinen“, während Raacke den „herrlichen Hasenfuß“ spiele und Lamprecht ihren Charakter Saskia mit wunderbarer Ungeduld anlege.
Claudia Tieschky von der Süddeutschen Zeitung empfand Südstadt als überraschend „stillen, lakonischen Film“, dessen Ton in starkem Kontrast zu seiner Besetzung und deren Talent für Komik stehe. Man dürfe den Film „weder für einen Problemfilm halten, dafür ist er zu beobachtend, noch für ein Gefühlswerk, dafür ist er zu nah an Themen wie der Abstiegsangst des Mittelstands oder der Vereinbarkeit von Familie und Beruf“. Südstadt erzähle „eine Geschichte von Verwandlung, nicht vom Ende der Welt“ und man schaue „so gern zu, weil der Film seinen Figuren bei etwas nach außen Unspektakulärem, aber dennoch sehr Bedeutendem genau folgt – beim Leben und dem, was es ausmacht.“
Rainer Tittelbach befand in seiner Rezension für Tittelbach.tv, dass Südstadt inhaltlich und dramaturgisch das „vielfältigste und verständlichste Beziehungsdrama“ des Duos Vattrodt/Geschonneck sei. Dass die Geschichten „so wunderbar aufgehen“, liege „an Vattrodts kluger Verzahnung der anschlussfähigen Plots und der Dramaturgie der narrativen Auslassungen, der Matti Geschonnecks Montage der Verknappung entspricht.“ Vattrodt habe in Geschonneck, dem „Schauspieler-Regisseur“, seinen Meister gefunden. Die Besetzung sei „perfekt, das Spiel bis in die kleinsten Nuancen echt und zutiefst wahrhaftig.“
Oliver Jungen von der Frankfurter Allgemeinen Zeitung bezeichnete die Produktion als „realistisch und zugleich gelungen pointierter Midlife-Studie“, die durch ihr „couragiert offenes Drehbuch“ und „hervorragende Darsteller“ überzeuge. Letztere „spielen – ein Ensemblefilm im besten Sinne des Wortes – samt und sonders mit der Überzeugungskraft einer nah an der eigenen Existenz entlangimprovisierten Authentizität.“ Insbesondere Engelke und Matschke liefen mit ihrem Mimikspiel zur Höchstform auf. Geschonneck zeige, wie „gut es einem Film tut, wenn man seinen Figuren (und Darstellern) Raum lässt, um sich zu entfalten“. Einzig „dass sich hier nun aber gleich alle drei Männer als Pfeifen erweisen, sei es als emotionale Hanswürste, sei es als klägliche Berufsversager, verleiht der Erzählung dann doch leichte Schlagseite.“

## Veröffentlichung, Erfolg
Südstadt feierte am 26. Februar 2018 im ZDF Erstausstrahlung. Mit 5,35 Millionen Zuschauern und 15,8 Prozent Marktanteil sicherte sich der Spielfilm an diesem Tag die Marktführerschaft in der Hauptsendezeit. In der werberelevanten Zielgruppe der 14- bis 49-Jährigen schalteten 780.000 Zuseher ein; dies hatte einen Marktanteil von 7,0 Prozent zur Folge. Im November 2018 konkurrierte der Film beim 30. Fernsehfilmfestival Baden-Baden als eine von zwölf TV-Produktionen um den Fernsehfilmpreis der Deutschen Akademie der Darstellenden Künste und den 3sat-Zuschauerpreis.